# Kniphofia reflexa
Kniphofia reflexa là một loài thực vật có hoa trong họ Thích diệp thụ. Loài này được Hutch. ex Codd miêu tả khoa học đầu tiên năm 1967.